# آتاک
آتاک (به لاتین: Atak) یک روستا در بنگلادش است که در استان باریسال و در ناحیه باریسال واقع شده‌است.